# NGC 2982
NGC 2982 je otvoreni skup u zviježđu Jedru.

## Vanjske poveznice
- SEDS: NGC 2982